# Bailliage d'Interlaken
1528–1798
Entités suivantes :
- District d'Interlaken

Le bailliage d'Intelaken est un bailliage bernois. Il est créé en 1528.

## Baillis
- Samuel Tillier